# Boeing Orbital Flight Test 2
Boeing Orbital Flight Test 2 (Boeing OFT 2) — повторний тестовий політ пілотованого космічного корабля Starliner компанії Boeing до Міжнародної космічної станції у рамках контракту із НАСА «Commercial Crew Development» (щодо доставки на МКС членів екіпажу та вантажу). Це буде демонстраційний запуск, і відбуватиметься він без людей на борту. Місія виконуватиметься наново, позаяк під час першого випробування Boeing OFT корабель через значні проблеми із програмним забезпеченням не зміг виконати всі умови, необхідні для переходу до наступного етапу — пілотованого польоту. Запуск корабля здійснено 19 травня 2022 року. На станцію доставили 350 кг вантажу.

## Історія
У грудні 2019 року під час першого запуску Starliner відбувся збій таймера тривалості польоту, внаслідок чого корабель не зміг наблизитися до МКС і пристикуватися. Після чотиримісячного розслідування причин аномалії Boeing запропонував повторити політ. НАСА погодилося, але за умови, що компанія-виробник візьме всі витрати на себе. А це — $410 млн.
У грудні 2020 року було оголошено про план здійснити запуск 29 березня 2021 року. Згодом дату запуску декілька разів переносили. Наприкінці липня корабель був готовий до запуску (він планувався 30 липня) та його було встановлено на стартовому майданчику. Проте запуск було перенесено на декілька днів у зв'язку з інцидентом під час стикування з МКС модуля «Наука». Заплановану дату запуску 3 серпня знову мусили відклати через виявлені проблеми клапанів двигуна.

## Запуск та політ
Запуск корабля здійснено 19 травня 2022 року о 22:54 (UTC).
Стикування відбулось 21 травня 2022 о 00:28 (UTC) до модуля Гармоні.
Від'єднання від МКС відбулось 25 травня 2022 о 18:36 (UTC) та о 22:49 (UTC) капсула корабля успішно приводнился в бухті у штате Нью-Мехіко (США).